# Gabriel de la Asunción
Gabriel de la Asunción o Gabriel Bravo (Fuencarral, ? - Madrid, 7 de diciembre de 1636) fue un religioso trinitario descalzo español, fue el primer ministro general de la rama descalza de la Orden de la Santísima Trinidad y de los Cautivos, cuando se logró la independencia total de los Trinitarios de la antigua observancia.

## Biografía
Gabriel Bravo nació en Fuencarral (Madrid). El 8 de septiembre de 1602 vistió el hábito descalzo de la Orden de la Santísima Trinidad y de los Cautivos y tomó el nombre de Gabriel de la Asunción. A los dos años de haber profesado, fue elegido Ministro de la casa de la Trinidad de Alcalá. Juan Bautista de la Concepción, reformador de la Orden, le encomendó la fundación del convento de la reforma en Sevilla. Ejerció como ministro de dicha casa. En el segundo capítulo provincial fue nombrado como procurador general de la descalcés en Roma, por lo que fue destinado al convento de San Carlo alle Quattro Fontane. La mayor preocupación de Gabriel de la Asunción, durante este período, fue el inicio de la obra de la redención de cautivos, él mismo fue a África a realizar la primera redención de los trinitarios descalzos.
En el año 1612 se celebró en Valdepeñas el tercer y último capítulo provincial de la descalcés, eligiendo como provincial a Gabriel de la Asunción, cargo que ocupó por dos años, ya que por el aumento del número de casas y las muchas dificultades que se presentaban con los trinitarios calzados, propuso al definitorio provincial pedir al papa Paulo V, la división en provincias y el nombramiento de un vicario general de la descalcés. El 14 de agosto de 1613 el papa concedió el placet a la petición del provincial, se celebró entonces un Capítulo intermedio en Madrid en 1614, donde él mismo resultaría elegido como vicario general. Con ese cargo gobernó la Orden por dos períodos, de 1614 al 1620 el primero y de 1626 al 1631 el segundo.
Casi al final de su gobierno se logró la independencia total de los descalzos, por lo que gobernó como el primer ministro general de la Reforma de 1631 a 1632. Su sucesor fue Francisco de la Asunción. Una enfermedad penosa deterioró la vida de Gabriel de la Asunción, la cual le llevaría a la muerte el 7 de diciembre de 1636. Fue sepultado en Madrid.